# 本田黃金之翼

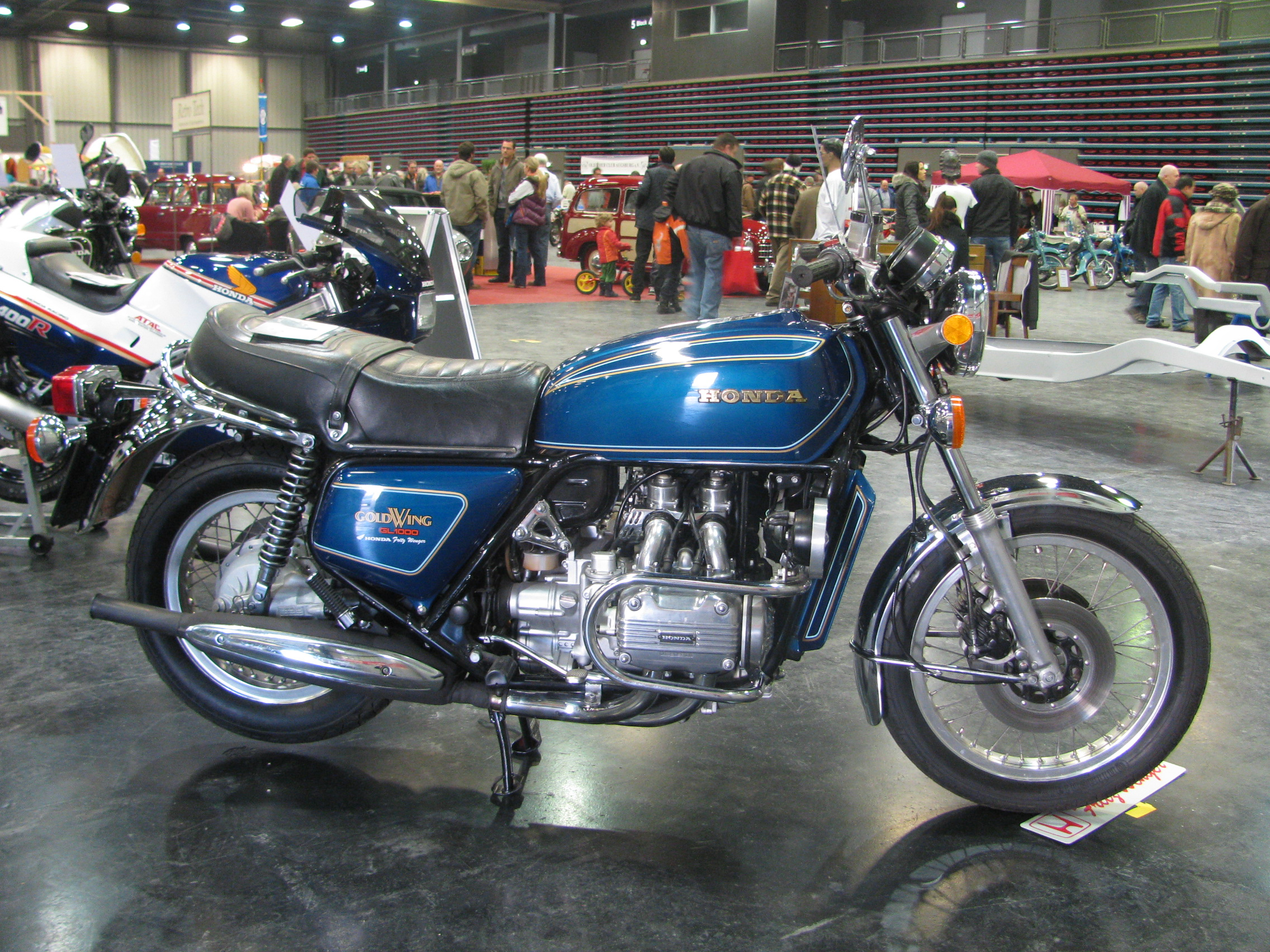
GL1000

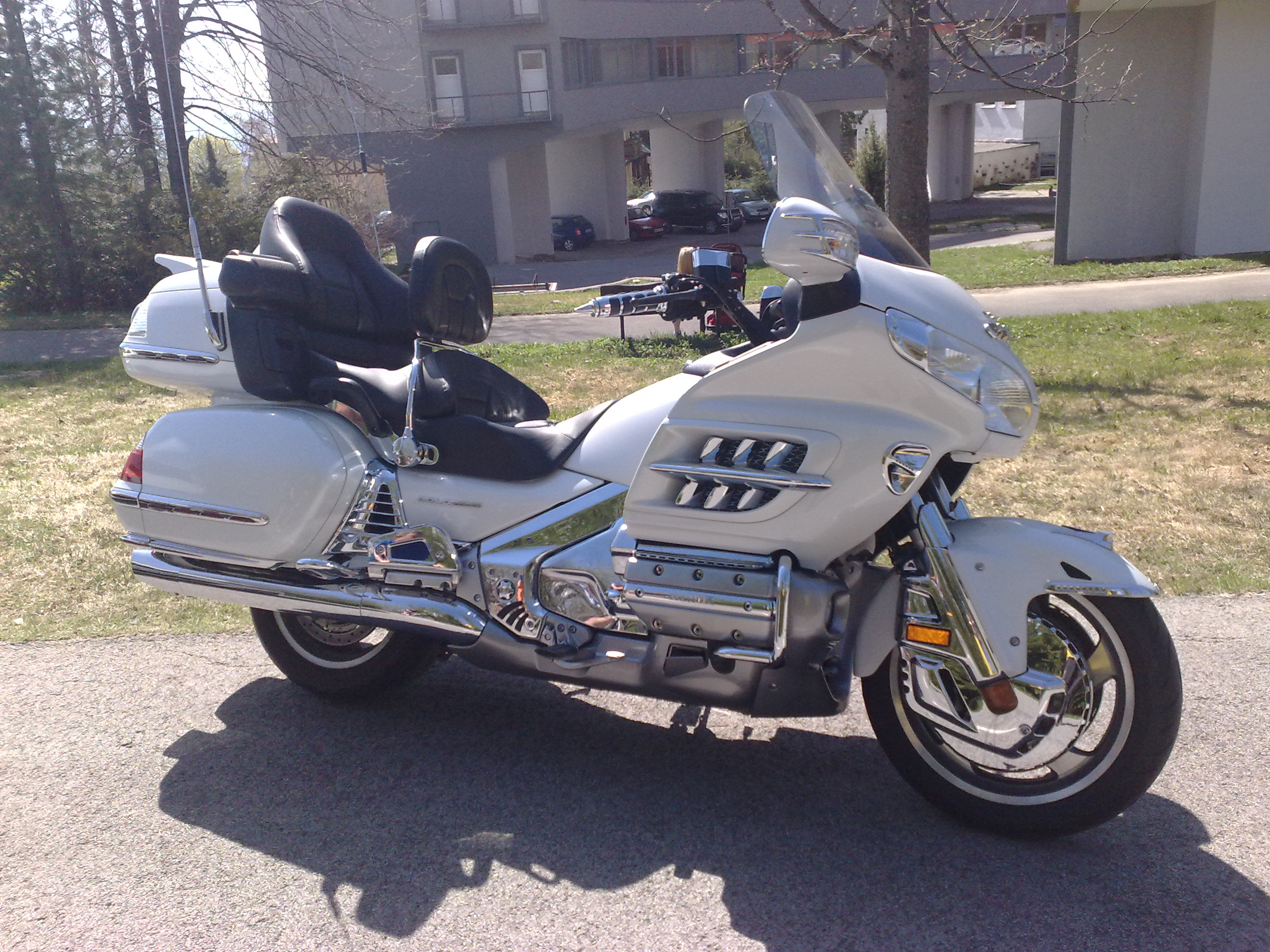
GL1800

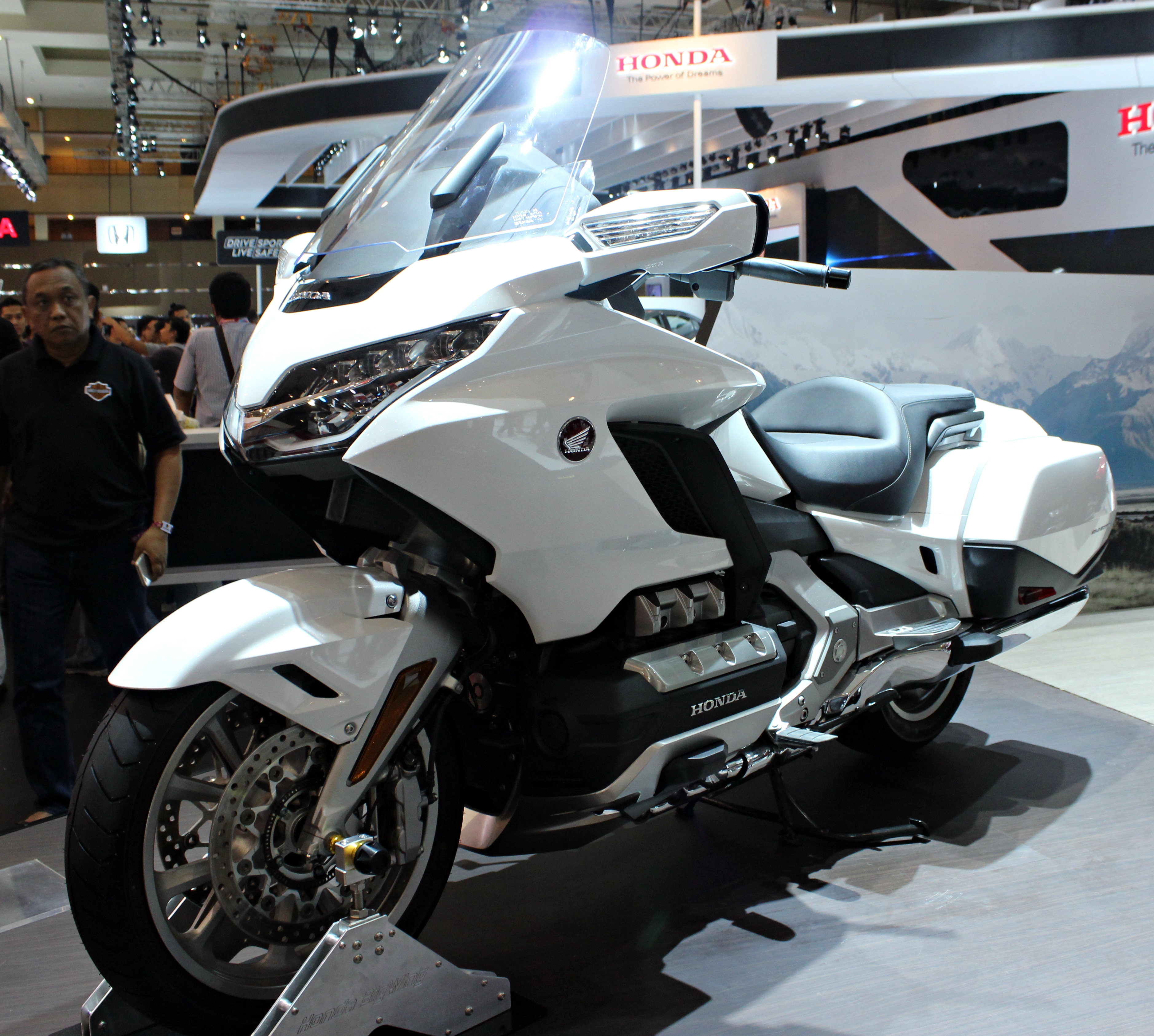
GL1800 (2018年)

本田黃金之翼（Honda Gold Wing）是本田的一款水平對臥四缸引擎重型機車，1974年十月北美推出999cc的黃金之翼機車GL1000，成為廣受歡迎的車款，成為本系列始祖。
黃金之翼機車有接近汽車等級的操縱台，也是一大賣點傳統，像2011年款就配有LCD螢幕GARMIN 導航系統、IPOD/ IPHONE 手機接頭、SRS環繞音響等，還有超大容量的置物箱也是一大特色。
1988年後 GL1500 的款式，已改用水平對臥六缸引擎。

## 車款
- GL1000 - 1974年
- GL1100 - 1980年
- GL1200 - 1984年
- GL1500 - 1988年
- GL1800 - 2001年、2011年、2018年改款
- F6B - 2013年